# Associação Comercial Chinesa (Dili)

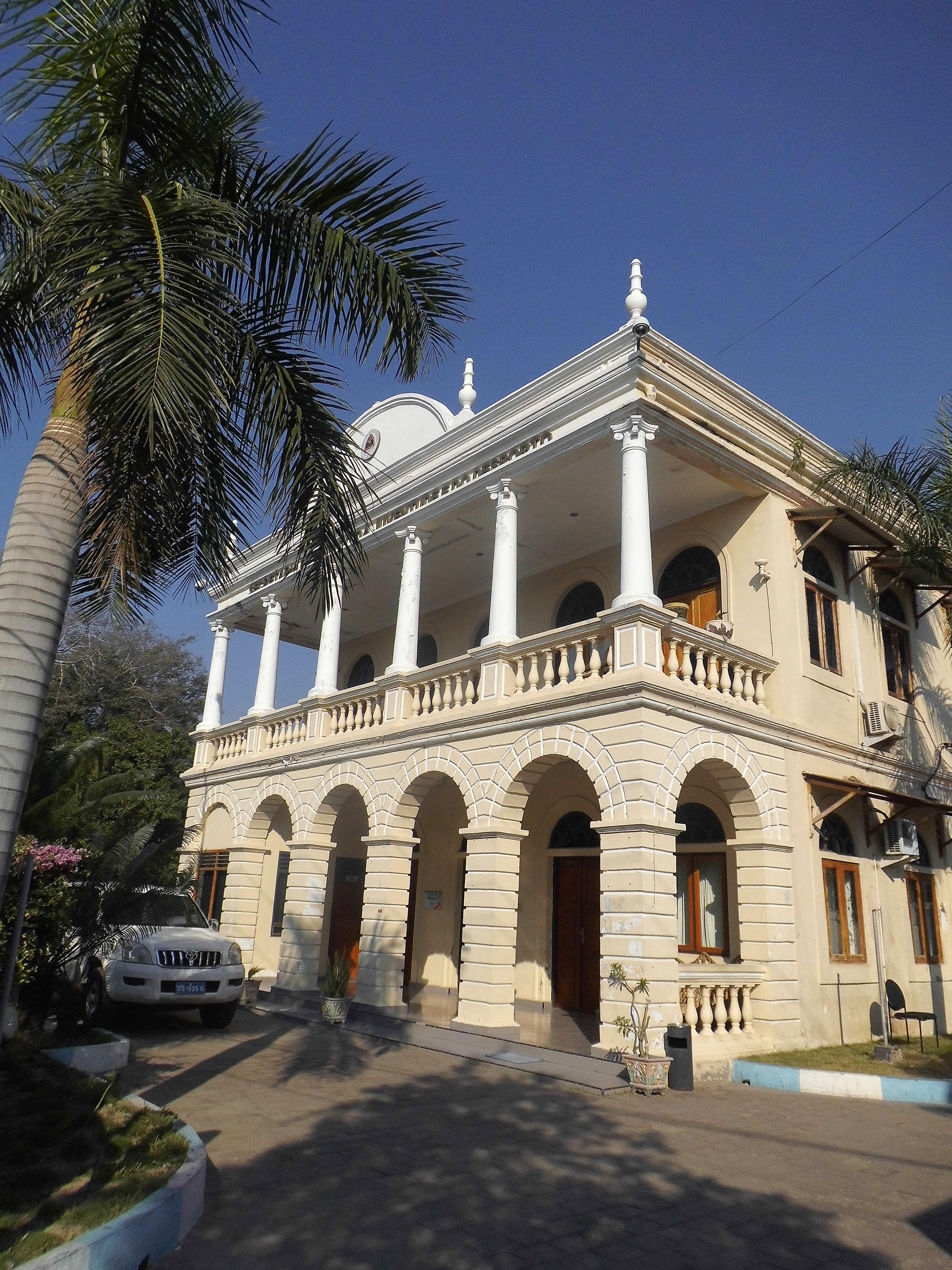
Die Associação Comercial Chinesa 2018

Das Gebäude der Associação Comercial Chinesa (deutsch Chinesische Handelsvereinigung) in Dili ist eine Villa aus der portugiesischen Kolonialzeit Osttimors und wurde als Sitz der Associação Comercial da Comunidade Chinesa Timorense ACCCTO erbaut. Es befindet sich an der Avenida Marginal im Suco Bidau Lecidere (Verwaltungsamt Nain Feto). Die Vorderfront blickt auf die Bucht von Dili. Das Gebäude ist Sitz des osttimoresischen Staatssekretariats für Jugend und Sport.

## Geschichte

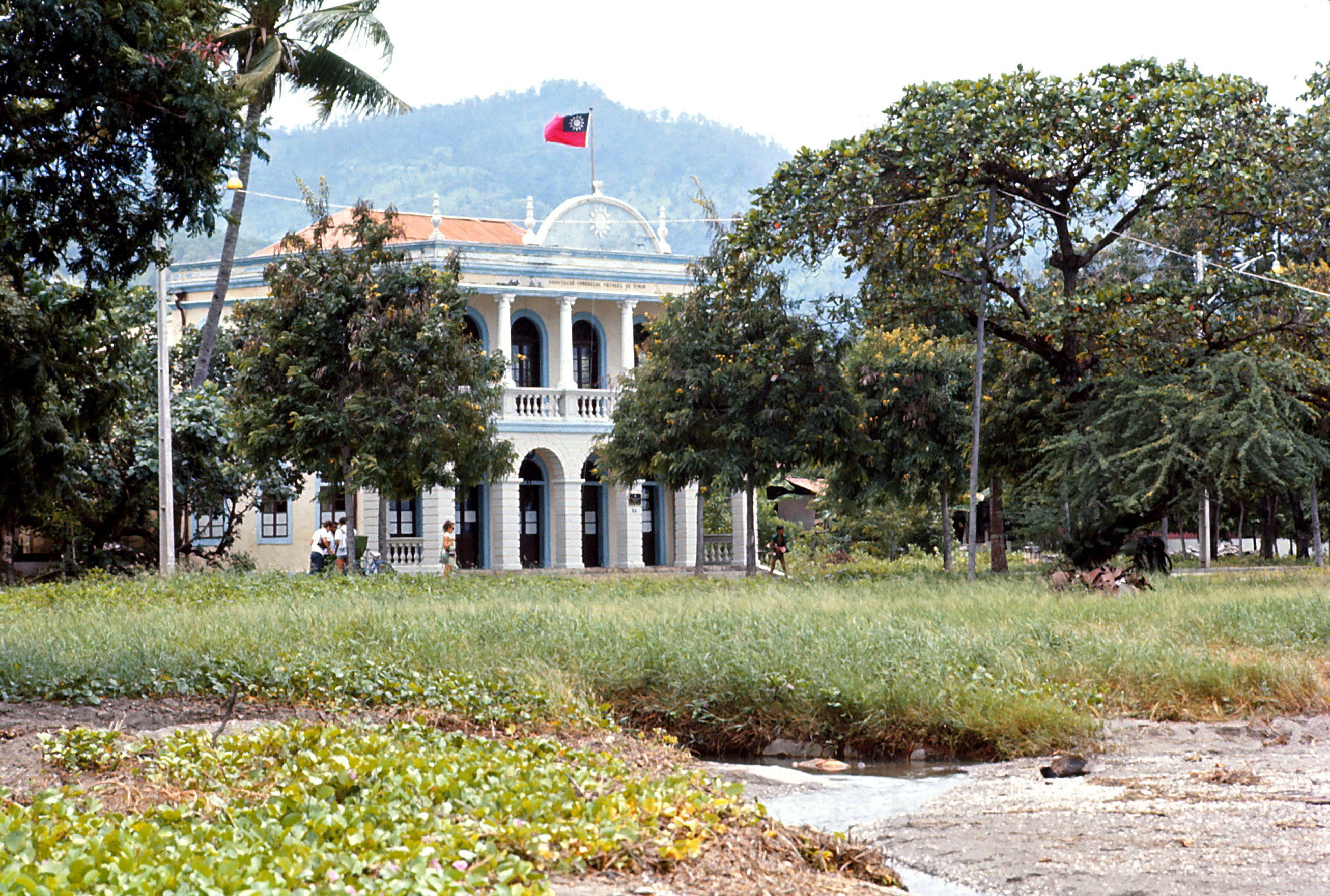
Konsulat der Republik China (1971)

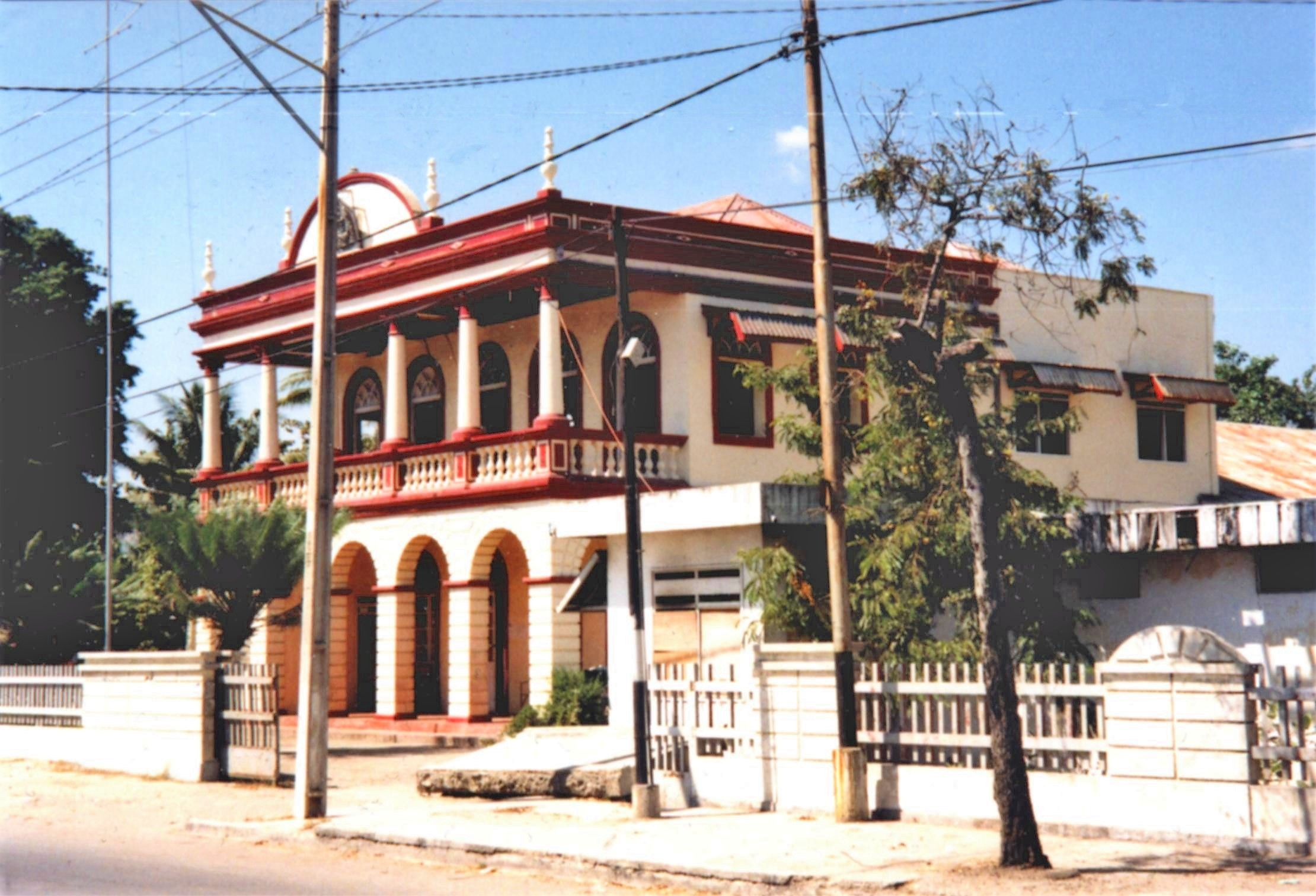
Die Associação Comercial Chinesa 2002, kurz nach der Unabhängigkeit Osttimors

Chinesische Händler besuchten schon lange vor den Portugiesen die Insel Timor, die sie ab dem 16. Jahrhundert kolonisierten. In der zweiten Hälfte des 19. Jahrhunderts wuchs die Wirtschaft und der Bedarf an gelernten Arbeitern wuchs in der Kolonie, weswegen Chinesen vor allem über Macau nach Portugiesisch-Timor einwanderten. 1930 lebten schon 2000 Chinesen in der Kolonie, die meisten davon in der Kolonialhauptstadt Dili. Gut organisiert bildeten sie eine Parallelgesellschaft mit zahlreichen eigenen Einrichtungen, wie den Guandi-Tempel, den Chinesischen Friedhof, den chinesischen Club (Chum Tuk Fong Su) und die chinesische Schule.
Neben der Handelsvereinigung war in dem Gebäude auch das Konsulat der Republik China (Taiwan) untergebracht. Die Kolonialmacht Portugal hatte bis 1975 offizielle Beziehungen zu dem Inselstaat. Während der indonesischen Besatzung war in dem Gebäude eine Abteilung der indonesischen Luftwaffe untergebracht. Nach Abzug der Indonesier 1999 hatte der Conselho Nacional de Resistência Timorense (CNRT) in dem Gebäude seinen Sitz. Heute befindet sich hier das Staatssekretariat für Jugend und Sport (portugiesisch Secretaria Estado da Juventude e do Desporto).
Nach den Unruhen in Osttimor 2006 befand sich auf dem Gelände der Associação Comercial Chinesa ein Flüchtlingslager.

## Architektur

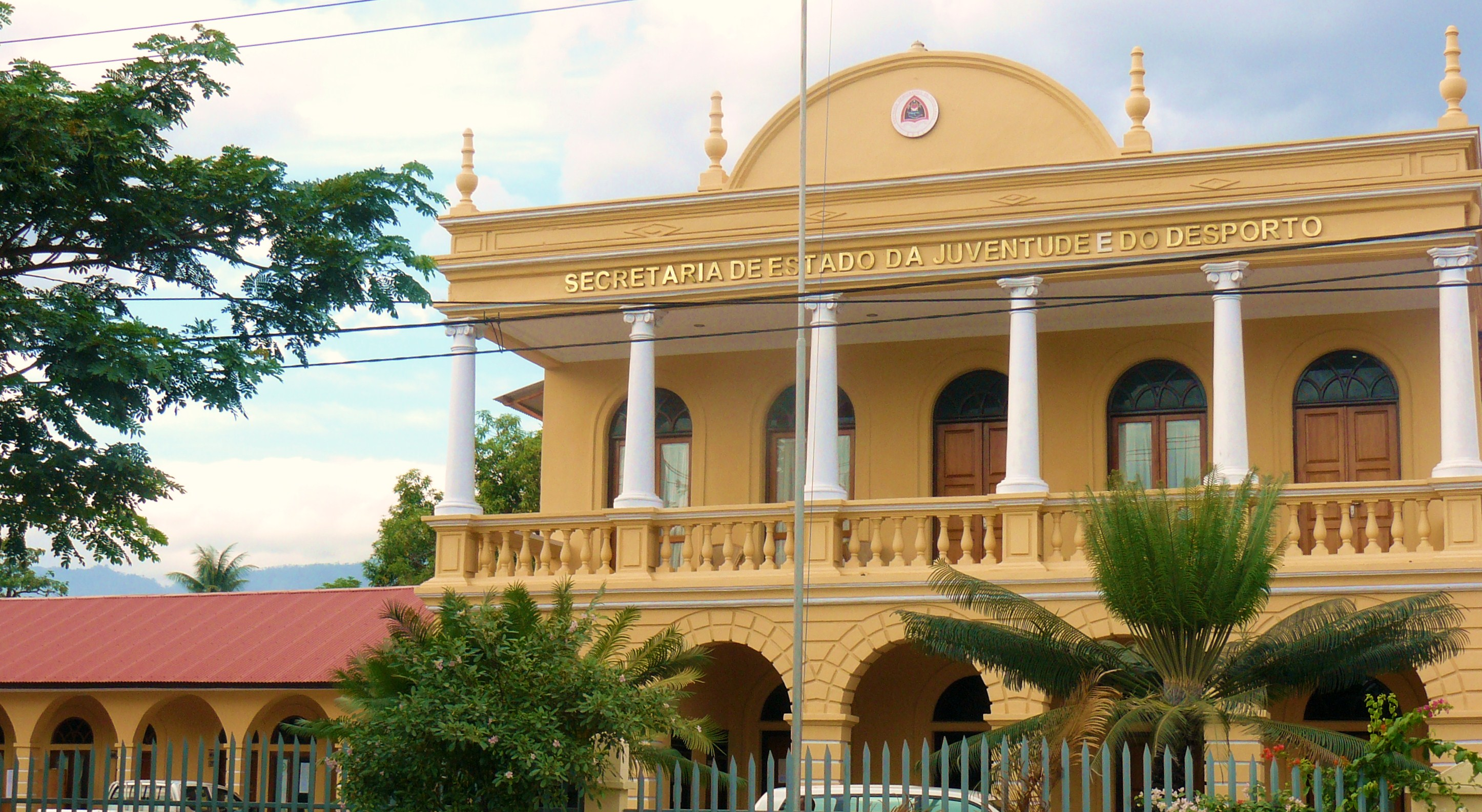
Das Gebäude 2010

Das Gebäude ist eines der letzten Beispiele typischer kolonialer Architektur in Dili, das die Invasionen von Japanern und Indonesiern ebenso überlebte wie die Krise in Osttimor 1999. Genauer gesagt stammt das Erdgeschoss aus der Vorkriegszeit. Nach dem Zweiten Weltkrieg wurde das Gebäude in den 1940er-Jahren um das Obergeschoss mit dem Balkon und die Frontfassade erweitert.
Das Gebäude ist rechteckig und verfügt über ein Obergeschoss. Das Pavillondach versteckt sich hinter einer niedrigen Brüstungsmauer. Jede Seite hat auf jeder Ebene fünf Fenster, jeweils mit einem runden Fenstersturz. Eine offene Galerie mit sechs Säulen in gleichem Abstand zueinander bildet im Erdgeschoss die Front. Darüber befindet sich auf der gesamten Breite eine Veranda mit einer Balustrade mit sechs Säulen, die einen Architrav mit einem doppelten Fries und die Mauerbrüstung tragen. Die Verzierungen führen um das ganze Gebäude herum. Ein halbkreisförmiger Scheingiebel nimmt das zentrale Drittel der Hauptfront ein, umrahmt von vier Spitzen.
Nach Süden (auf der Rückseite) und Osten wurde das Gebäude inzwischen um einstöckige Anbauten mit Giebeldach erweitert.